# Maria Joaquina de Freitas
Maria Joaquina de Freitas (Franca, 1819 — Paranaíba, 3 de julho de 1883) foi uma pioneira do município brasileiro de Paranaíba, aonde chegou na primeira frente colonizadora, no ano de 1830, tendo sido peça chave na fundação do município de Três Lagoas anos depois.
Filha do primeiro casamento de Januário Garcia Leal Sobrinho com Claudina Maria de São Camilo, casou-se em primeiras núpicas com Felipe Alves de Assis, esposo a quem perdeu em 1840. Com ele, teve a seguinte geração:
- Felipe Alves de Assis Filho (nascido em Paranaíba, batizado em 1838).

Em segundas núpcias, casou-se com Bernardino Correia Neves, filho de Luís Correia Neves, fundador de Paranaíba ao lado dos Garcia Leal e compadre de seu pai. No entanto, foi o fato de ter se estabelecido com seu esposo na fazenda Lajeado, entre o rio Quitéria e o ribeirão Beltrão, ponto então mais ao sul da frente colonizadora de Paranaíba, o aspecto mais importante de sua atuação na colonização do leste sul-matogrossense. A localização geográfica de sua fazenda continuaria a expansão ao sul da frente colonizadora, movimento iniciado por Luís Correia Neves e que seria completado por Luís Correia Neves Filho e Claudina Correia Garcia, que se estabeleceriam ao sul do ribeirão Beltrão, iniciando o processo de fundação do município de Três Lagoas.
Com Bernardino Correia Neves, teve vasta descendência:
- Joaquim Correia Neves (nascido em Paranaíba a 1841);
- Claudina Correia Garcia (nascida em Paranaíba a 1843);
- José Bernardino Correia (nascido em Parnaíba a 1845);
- Jacinta Correia Neves (nascida em Paranaíba a 1846);
- Maria Correia Garcia (nascida em Paranaíba a 1848);
- Anastácia Correia Neves (nascida em Paranaíba a 1850);
- Bernardino Correia Neves Filho (nascido em Paranaíba a 1851);
- Eleodora Rodrigues da Costa Neta (nascida em Parnaíba a 1857);
- Maria Correia Neves (nascida em Paranaíba a 1859;
- Ana Correia Neves (nascida em Paranaíba a 1860);
- João Ventura Correia (nascido em Paranaíba a 1862);
- Flávio Correia Neves (nascido em Paranaíba a 1863).

Seu inventário e o de Bernardino Correia Neves se encontram no Memorial do Tribunal de Justiça de Mato Grosso do Sul.